# Naoshi Nakamura
Naoshi Nakamura (中村 直志, Nakamura Naoshi, Funabashi, 27 januari 1979) is een Japans voormalig voetballer die als middenvelder speelde.

## Carrière
Naoshi Nakamura tekende in 2001 bij Nagoya Grampus.

## Japans voetbalelftal
Naoshi Nakamura debuteerde in 2006 in het Japans nationaal elftal en speelde 4 interlands.

## Statistieken
| Japans voetbalelftal | Japans voetbalelftal | Japans voetbalelftal |
| Jaar                 | Wed.                 | Dlp.                 |
| -------------------- | -------------------- | -------------------- |
| 2006                 | 1                    | 0                    |
| Totaal               | 1                    | 0                    |